# The Black Noodle Project
The Black Noodle Project est un groupe de Post rock atmosphérique teinté de métal, originaire de la région parisienne. Il est formé en 2001 par le chanteur/Guitariste Jérémie Grima. Un premier album studio, And Life Goes On..., est publié en 2004. En 2022, The Black Noodle Project compte huit albums, le dernier étant When the stars align, it will be time.

## Biographie

### Dark Smiles...(2001-2003)
The Black Noodle Project est initié en 2001 par le chanteur Jérémie Grima. Il enregistre seul un premier album en forme de démo, Dark Smiles..., qui sera publié en 2003. La démo aboutit chez le distributeur français Musea, qui propose la distribution d'un nouvel album à condition que le projet trouve un producteur.
Grima, avec l'aide d'un ami d'enfance, Bertrand Pinsac, monte alors le label B-Smile Records qui soutiendra la mise en chantier des albums du groupe. Parallèlement, il s'entoure de musiciens : Anthony Létévé à la basse, Arnaud Rousset à la batterie, et Matthieu Jaubert aux claviers.

### And Life Goes On...(2004)
Après un an et demi de labeur, le groupe sort son premier album, And Life Goes On..., en décembre 2004. Celui-ci est enregistré par Elad Berliner, ami de longue date de Jérémie et qui, au fil des années, deviendra un membre à part entière du groupe. Au terme de l'enregistrement, Arnaud Rousset, qui avait, dès son engagement, émis le souhait de ne participer qu'aux sessions de And Life Goes On..., quitte le groupe et est remplacé par Franck Girault. L'album connaît un grand succès critique et est très bien accueilli par le public, notamment dans le milieu du rock progressif, dans lequel le distributeur du groupe, Musea, est très bien implanté,,.

### Stereoscope(2005)
En 2005, Grima et Sébastien Bourdeix, qui vient d'intégrer le groupe en qualité de second guitariste, enregistrent un album acoustique et intimiste de douze titres intitulé Stereoscope. L'album, sorti sur le label B-Smile Records, connaît un succès mitigé lors de sa commercialisation et est boudé par nombre de distributeurs. Il ne connaît un envol commercial qu'en 2009, année à laquelle le producteur polonais Oskar décide de le distribuer via son catalogue.

### Play Again(2006-2007)
Le 12 juin 2006 sort Play Again, deuxième album du groupe. Les critiques sont bonnes et une nouvelle fois, l'album trouve son public dans le milieu du rock progressif,.
Pour promouvoir Play Again, le groupe donne quelques concerts en région parisienne, mais connaît de grandes difficultés à se faire engager sur des tournées et à se faire inviter sur des festivals. En l'absence notamment d'une équipe de management efficace pour assurer la promotion du groupe, le Black Noodle Project n'est que très peu visible sur scène. Cette période de vaches maigres en termes de scène, a raison de la motivation de Matthieu Jaubert, qui quitte le groupe, suivi au bout de quelques mois par Franck Girault. Souhaitant continuer l'aventure, les trois membres restants engagent la batteur Fabrice Berger, qui vient apporter un second souffle nouveau au groupe.

### Eleonore(2008-2009)
Les quatre musiciens s'enferment alors pendant un an aux Studios 7ème Ciel, à Issy-les-Moulineaux, et composent ensemble un album-concept : Eleonore.
Celui-ci est une nouvelle fois produit par B-Smile Records avec le soutien d'Art Evolution, association située à Vanves, en région parisienne, qui a grandement aidé le groupe depuis ses débuts, en lui prêtant notamment son studio d'enregistrement pour les sessions des deux premiers albums.
L'album est basé sur un conte écrit par Jérémie Grima, intitulé Eleonore et le livre interdit. La musique illustre l'histoire d'une petite orpheline cherchant à atteindre le « pays où les rêves se réalisent » afin de faire revivre ses parents. Sa route est pavée de dangers et la musique oscille entre tempêtes sonores et accalmies harmoniques. L'artiste graphique Sandrine Replat s'occupe, quant à elle, des illustrations de cet album.
Plus orienté vers le heavy metal old school que ses précédents albums - qui lorgnaient plutôt vers un rock progressif à la Pink Floyd - Eleonore reçoit un accueil mitigé de la part des fans et d'une partie de la presse, qui regrettent le côté planant des premiers albums.
The Black Noodle Project se voit enfin offrir des dates de concert, notamment lors du 10e festival de rock progressif Crescendo, le 22 août 2008, à Saint-Palais-sur-Mer. Il effectue enfin sa première tournée en Pologne, en février 2009 avec l'appui d'un nouveau partenaire, le label Oskar. À l'issue de la tournée polonaise, le label propose au groupe de sortir un album live. Celui-ci est intitulé And Live Goes On... in Poland et est accompagné d'un DVD comprenant de nombreuses images du live et d'un documentaire sur la tournée. Il sort en novembre 2009.

### Ready to Go(2010-2012)
À la fin 2010, The Black Noodle Project sortent leur quatrième album, Ready to Go, et tourne en Pologne, en première partie du groupe allemand Sylvan. La formation se produit également au festival Prog'Sud, près de Marseille, le vendredi 3 juin 2011. À la fin de cette série de concerts, Anthony Létévé et Matthieu Jaubert quittent le groupe. Ne restent donc que Jérémie Grima, Sébastien Bourdeix et Fabrice Berger. Le groupe sort fin 2011 un double CD, compilation de démos regroupant les morceaux de Jérémie Grima enregistrés entre 2003 et 2005, dont beaucoup d'inédits et d'autres figurant sur les albums du groupe. Sur l'un de ces CD, on retrouve la version remasterisée de Dark Smiles, la première démo datant de 2003 et ayant servi à Jérémie pour trouver un label.
En 2012, le groupe sort un split vinyle 45 tours, (Im)Memorial, partagé avec le groupe Eyes Front North.

### Ghosts and Memories(2013)
En 2013, sort le nouvel album, Ghosts and Memories, qui a demandé près de deux ans de travail. Il est complètement composé par Jérémie Grima  et Sébastien Bourdeix et prend une tendance beaucoup plus post rock instrumental. La batterie est assurée par Fabrice Berger et la production par Lionel Forest. Le disque est édité par le label allemand Progressive Promotion Records.

### Divided We Fall(2017)
En 2017, quatre ans après leur dernier album, ils publient le sixième opus Divided We Fall,,,. Le groupe continu leur voyage vers un post rock atmosphérique instrumental teinté de métal. Ils font appel à Tommy Rizzitelli pour  la batterie et  Frédéric Motte(Elmobo) pour la basse et la production. Le disque est toujours édité par le label allemand Progressive Promotion Recordset est salué par la critique.

### Code 2.0(2020)
En 2020, après plus de 15 ans à façonner son projet,Jérémie Grima décide de prendre du recul avec le groupe pour se consacrer à sa deuxième passion : l'écriture. Passion qui a démarré dès 2013 avec la sortie de "trace écrite" (biographie du groupe SUP). En 2015 il sort Métal Bunker. Après la sortie de Divided we fall, sort Enjoy the violence (Une Histoire Orale des Origines de la Scène Thrash / Death en France) et écrit deux romans, voici venu le temps (2019)  et jusqu'à ce que la mort nous sépare (2020). Ils sortent sous sa propre maison d'édition, "Zone 52 éditions" qui propose également la publication de nombreux livres.
Sébastien Bourdeix décide donc de poursuivre l'héritage du groupe et se consacre en 2019 à l'écriture du septième album. Toujours dans cette veine post rock atmosphérique mais plus intimiste, il fait appel à Fabrice Berger pour la batterie, Anthony Létévé pour la basse et sa femme Sandrine Bourdeix pour le chant sur Acte VII. La production est assurée par Lionel Forest.
Malgré l'absence de Jérémie Grima l'album reçoit un très bon accueil de la critique et du public. Le label Allemand Progressive Promotion Records continue de faire confiance au groupe et décide de sortir l'album le 15 juin 2020.

### When the stars align, it will be time...(2022)
Sébastien Bourdeix continue dans sa lancée et en 2022, deux ans après Code 2.0 sort le huitième album du groupe. Il fait appel à Tommy Rizzitelli pour la batterie et Sab Elvenia pour le chant. La production est assurée cette fois par Gérald Jans du Noise Factory Studio.
La distribution se fait toujours avec le Label Allemand Progressive Promotion Records.

## Discographie
- 2003 : Dark Smiles... (démo)
- 2004 : And Life Goes On...
- 2005 : Stereoscope (side projet)
- 2006 : Play Again (réédité en 2009 avec deux titres inédits)
- 2008 : Eleonore
- 2009 : And Live Goes On... in Poland, (live CD + DVD avec un DVD de la tournée polonaise et un documentaire)
- 2010 : Ready to Go
- 2011 : Dark and Early Smiles - Demos from '03 to '05 (compilation de démos remasterisées)[14]
- 2012 : (Im)Memorial (split avec Eyes Front North, 45 tours 7")
- 2013 : Ghosts and Memories
- 2017 : Divided We Fall
- 2020 : Code 2.0
- 2022 : When the stars align, it will be time...